# Unsound (band)
Unsound is een voormalige Amerikaanse punkband uit Palm Desert, Californië. De band was een van de grondleggers van de Palm Desert Scene.

## Biografie
Brian Maloney (gitaar) en Britt Killen (basgitaar) speelden samen in de band Scabies Babies voordat ze in 1987 de band Unsound oprichtten. Ze voegden Ian Taylor als zanger en Tony Brown als drummer aan de band toe. In 1990 werd Brown vervangen door drummer Jeff Bowman.
In de beginjaren van de generator parties (optredens op afgelegen plaatsen waarbij de instrumenten en versterkers met een dieselgenerator werden gevoed) was Unsound een bekende in de Palm Desert Scene. De band speelde op elke party in de Indio Hills (een laaggebergte in de Coloradowoestijn) en de Nude Bowl en vormde een inspiratiebron voor Kyussleden Josh Homme en Chris Cockrell. Maloney verklaarde in een interview met Coachella Valley Weekly in 2012 aan dat Unsound een voornamere rol speelde dan Kyuss. Ze waren na Dead Issue de voornaamste band in die kringen.
Britt Killen overleed op 22 oktober 2011. De overige bandleden speelden op 7 april een benefietconcert in The Date Shed in Indio. Palm Desert-bands als Fatso Jetson, Unsound (met Billy Cordell op basgitaar), Dead Issue, Half Astro, Sean Wheeler & Bubba Williams en Big Scenic Nowhere speelden er.

## Bandleden
- Brian Maloney - gitaar
- Britt Killen - basgitaar
- Ian Taylor - zang
- Tony Brown - drums (tot en met 1990)
- Jeff Bowman - drums (vanaf 1990)